# Max Peak
Max Peak är en bergstopp i Antarktis. Den ligger i Västantarktis. Argentina, Chile och Storbritannien gör anspråk på området. Toppen på Max Peak är 532 meter över havet, eller 43 meter över den omgivande terrängen. Bredden vid basen är 1,5 km. Max Peak ingår i Princess Royal Range.
Terrängen runt Max Peak är varierad. Havet är nära Max Peak åt nordost. Trakten är glest befolkad. Närmaste befolkade plats är Rothera Research Station, 18,4 kilometer söder om Max Peak. 